# 克洛凱火災
克洛凱火災（英語：Cloquet fire）是1918年10月美國明尼蘇達州北部發生的一場巨大森林火災，起因為當地鐵路上的火花和乾燥的條件所引起。大火使卡爾頓縣西部的大部分地區遭到破壞，主要影響到穆斯湖、克洛凱和凱特爾河。克洛凱受本起火災影響最為嚴重。就單日的傷亡人數而言，這是明尼蘇達州歷史上最嚴重的自然災害。總共有453人死亡，52,000人受傷或流離失所，38個社區被毀，250,000英畝（100,000公頃）土地被燒毀，財產損失達7,300萬美元（相當於2023年的14.2億美元）。美國聯邦政府為此下發一千三百萬美元的聯邦援助。